# محمد شمص
محمد شمص (انگلیسی: Mohamad Ali Chamas؛ زادهٔ ۲۵ فوریهٔ ۱۹۸۷) بازیکن فوتبال اهل لبنان است.
از باشگاه‌هایی که در آن بازی کرده‌است می‌توان به باشگاه ورزشی النجمه لبنان اشاره کرد.
وی همچنین در تیم ملی فوتبال لبنان بازی کرده‌است.